# Silene zangezura
Silene zangezura är en nejlikväxtart som beskrevs av Elenevsky. Silene zangezura ingår i släktet glimmar, och familjen nejlikväxter. Inga underarter finns listade i Catalogue of Life.